# حلبة بارك زانتفورت

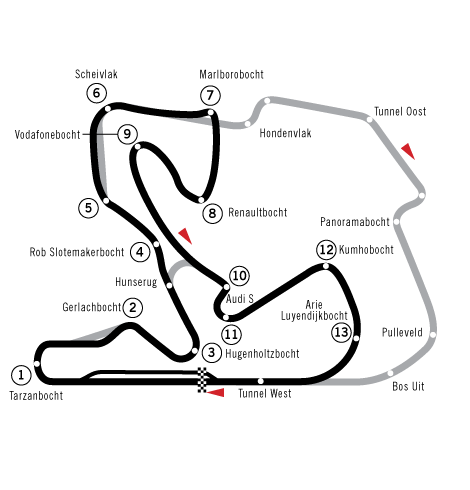
المسار

حلبة بارك زانتفورت هي حلبة سباق لرياضة المحركات الآلية تقع في شمال مدينة زانتفورت في هولندا قرب خط ساحل بحر الشمال. يبلغ طولها 4,3 كيلومتر.
- أسرع زمن في التجارب التأهيلية ماكس فيرستابين سنة 2021 بتوقيت 1:08.885
- أسرغة لفة في السباق لويس هاميلتون سنة 2021 بتوقيت 1:11.097

. استضافت الحلبة سباقات جائزة هولندا الكبرى وغيرها.

## معرض الصور
